# Don't Believe in Love
"Don't Believe in Love" é uma canção da cantora britânica Dido, gravada para o seu terceiro álbum de estúdio Safe Trip Home. O seu lançamento como single ocorreu a 27 de Outubro de 2008.

## Desempenho nas tabelas musicais

### Posições
| Tabela musical (2008)          | Melhor posição |
| ------------------------------ | -------------- |
| Áustria - Ö3 Austria Top 75    | 29             |
| Bélgica - Ultratop (Flandres)  | 45             |
| Bélgica - Ultratop (Valónia)   | 14             |
| Itália - Italian Singles Chart | 2              |
| Irlanda - IRMA                 | 35             |